# 封内風土記
『封内風土記』（ほうないふどき）は、日本の江戸時代に仙台藩が編纂した地誌である。1772年に完成した。仙台と領内のすべての村について、地形・人文地理に関わる事項を列挙・解説し、各郡ごとに集計し、さらに郡単位の統計事実や解説を加える。著者は仙台藩の儒学者田辺希文。全22巻で、漢文で書かれた。

## 編纂の経緯
宝暦13年（1763年）に、仙台藩主伊達重村の命により、田辺希文が編纂し、明和9年（1772年、安永元年）に完成させた。叙によると、会津藩の保科正之が編纂させた『会津風土記』にならい、統治の参考にするために作られたものである。先行するものに佐久間洞巌の『奥羽観蹟聞老志』、佐藤信要の『封内名蹟志』があって、文中しばしば両書を参考に引き、継承の意を明らかにしている。
完成した明和9年（1772年）の末に希文は81歳で死去した。希文は老齢で実地調査ができず、先行の地誌を十分に訂正・克服できなかったことを無念として、子の希元に改訂事業を託した。希元が編集する新しい風土記のために、仙台藩が領内の村と寺に提出させたのが、多数現存する「風土記御用書出」（通称『安永風土記書出』）である。しかし結局改訂は成らずに終わった。

## 構成・内容
全22巻で、巻1が仙台領の総説と府城（仙台）、巻2が府城（仙台）、巻3から巻22までが郡である。原則として1郡につき1巻をあてるが、宮城郡・栗原郡・磐井郡が上下に分かれ、亘理郡と宇多郡は2郡で1巻となる。上下分冊を別々に数えれば、実質25巻となる。
仙台を府城として別扱いにするが、郡部の構成・内容は一定の書式による。初めに郡の概観を示し、邑の項目の集計を掲げてから、郡内の各邑について説明する。『封内風土記』は、藩主の名に含まれる「村」の字を避けて邑と書いた。記載事項は定型的で、邑においては戸口、邑の名の由来、神社、仏宇、寺、道、山、川、橋、孝子など様々な人文・社会に関わる項目を立て、邑内に該当するものがあれば列挙し、解説を付けた。特に記すことがない項目は略した。村では戸口の数しかないが、郡では戸数と人口が別々に集計された。また、郡においては在郷の士卒の数もまとめられた。府城の書式は邑に準じるが、人口では町人の宅地と市人のみ、末尾にまとめられ、武士人口は記されないなど、異なる点もある。
全22巻で領内全村を網羅した大著ではあるが、内容的には産業、租税関係に不足があり、希文が意図した「治具之要典」は十分に達成されていない。それは例えば（『会津風土記』を受け継いだ）『新編会津風土記』全120巻に及ばないところである。しかしながら統治参考資料としての価値は当時も存したと思われる。後世の歴史研究もまた本書に多くを負う。
1. 封域・封侯・風俗・土産・府城
2. 府城
3. 宮城郡（上下）
4. 名取郡
5. 柴田郡
6. 刈田郡
7. 伊具郡
8. 亘理郡・宇多郡
9. 黒川郡
10. 加美郡
11. 玉造郡
12. 桃生郡
13. 牡鹿郡
14. 本吉郡
15. 登米郡
16. 志田郡
17. 遠田郡
18. 栗原郡（上下）
19. 胆沢郡
20. 磐井郡（上下）
21. 気仙郡
22. 江刺郡